# Ambano
Koordinaten: 19° 48′ S, 47° 2′ O
Ambano ist eine Stadt und eine Gemeinde in Madagaskar. Sie gehört zum Bezirk Antsirabe II, der zur Region Vakinankaratra in der Provinz Antananarivo gehört. Die Einwohnerzahl der Gemeinde wurde im Jahr 2001 auf 32.000 geschätzt.
Grundschulbildung und Sekundarschulbildung werden in der Stadt angeboten. Die Mehrheit (95 %) der kommunalen Bevölkerung ist in der Landwirtschaft tätig, während weitere 5 % ihren Lebensunterhalt mit der Viehzucht bestreiten. Die wichtigsten landwirtschaftlichen Erträge bestehen aus Gemüse und Früchten, vor allem Zitrusfrüchten, und Kartoffeln.